# Farinera d'en Jordà
La Farinera d'en Jordà és una instal·lació industrial protegida com a bé cultural d'interès local del municipi de Pont de Molins (Alt Empordà).

## Descripció
Està situada a ponent del nucli urbà de la població de Pont de Molins, a la riba nord del riu Muga, al peu de la carretera GIV-5041 a les Escaules.
És un edifici aïllat de planta rectangular envoltat de construccions adossades, amb la coberta de teula de dues vessants i distribuït en planta baixa i tres pisos. La façana principal presenta només dos nivells d'obertures visibles, donat que la construcció està bastida en un marge. Les obertures de la planta baixa presenten el mateix tipus d'emmarcament, a manera de gran portal d'arc de mig punt amb l'emmarcament arrebossat i en relleu. Al pis hi ha finestres rectangulars, de la mateixa tipologia que les de la planta inferior. La façana està rematada per una cornisa motllurada. Els accessos a l'interior de l'edifici estan a la façana posterior. Hi ha un portal d'arc rebaixat emmarcat amb carreus de pedra i, al pis, finestres rectangulars. A la banda de ponent de la construcció hi ha dos cossos més adossats, amb cobertes d'un sol vessant, i una petita volta de maó situada a terra.
La construcció, bastida en pedra lligada amb morter, presenta el parament de la façana principal arrebossat i pintat.

## Història
És una construcció industrial del segle xix que engloba tant la farinera com l'habitatge on habita la família que el feia servir. Correspon a l'etapa de creixement de Pont de Molins entre el final del segle xix i el segle XX degut a les bones vies de comunicació i a la seva proximitat amb Figueres. Històricament, les masies disperses aprofitaven els recursos hidràulics de la Muga.